# Indywidualne Mistrzostwa Europy Juniorów na Żużlu 1978
Indywidualne Mistrzostwa Europy Juniorów na Żużlu 1978 – cykl turniejów żużlowych, mających wyłonić najlepszych żużlowców do lat 23 na świecie. Tytuł wywalczył Duńczyk Finn Rune Jensen. Oficjalnie zawody rozegrane zostały pod szyldem indywidualnych mistrzostw Europy juniorów.

## Finał
- 22 lipca 1978 r. (sobota),  Lonigo – Stadio Speedway Santa Marina

| Msc. | Zawodnik            | Kraj            | Pkt   |             |  |
| ---- | ------------------- | --------------- | ----- | ----------- |  |
| 1    | Finn Rune Jensen    | Dania           | 13    | (3,3,3,3,1) |  |
| 2    | Kevin Jolly         | Wielka Brytania | 12 +3 | (3,2,1,3,3) |  |
| 3    | Neil Middleditch    | Wielka Brytania | 12 +2 | (2,2,2,3,3) |  |
| 4    | Steve Finch         | Wielka Brytania | 12 +1 | (1,3,2,3,3) |  |
| 5    | Erik Gundersen      | Dania           | 11    | (2,2,3,2,2) |  |
| 6    | Hans Nielsen        | Dania           | 10    | (3,3,u,2,2) |  |
| 7    | Josef Juza          | Czechosłowacja  | 8     | (1,0,3,2,2) |  |
| 8    | Pavel Karnas        | Czechosłowacja  | 8     | (3,1,3,1,0) |  |
| 9    | Henryk Olszak       | Polska          | 6     | (1,3,0,2,0) |  |
| 10   | Ryszard Romaniak    | Polska          | 6     | (2,1,1,0,2) |  |
| 11   | Fausto Birbini      | Włochy          | 5     | (0,0,2,2,1) |  |
| 12   | Lillebror Johansson | Szwecja         | 5     | (0,2,1,1,1) |  |
| 13   | Nikołaj Manew       | Bułgaria        | 4     | (w,0,2,u,2) |  |
| 14   | Mieczysław Kmieciak | Polska          | 4     | (2,1,1,0,0) |  |
| 15   | Armando Gigliali    | Włochy          | 2     | (u,0,0,1,1) |  |
| 16   | Roman Jankowski     | Polska          | 2     | (1,1,0,0,0) |  |